# Quantum Corporation

Logotyp.

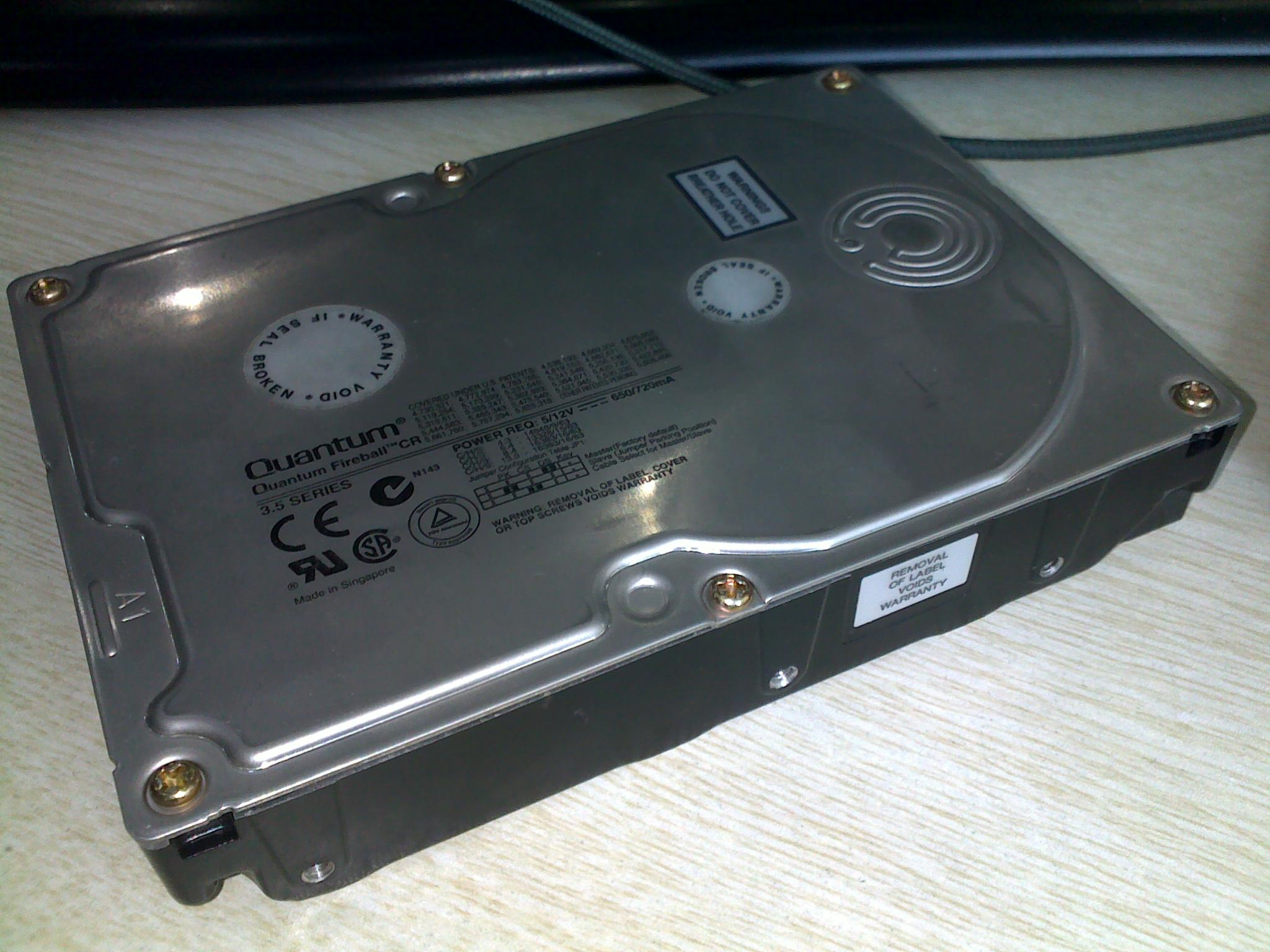
Quantum Fireball CR.

Quantum Corporation är ett amerikanskt företag och före detta tillverkare av hårddiskar, grundat 1980. Hårddiskdivisionen blev uppköpt av Maxtor 2001.
Företaget var från grundandet till och med Maxtors uppköp av hårddiskdivisionen 2001 en av världens största hårddisktillverkare, och låg på andra plats efter Seagate när det var som störst.
3,5-tumshårddiskar av märket Quantum med både SCSI- och IDE-gränssnitt var, tillsammans med Conners diton med SCSI-gränssnitt, mycket vanliga i Macintosh-datorer med interna hårddiskar under 1980–1990-talen.
Företaget har sitt huvudkontor i San José i Kalifornien.

## Produkter i urval

### 3,5"-hårddiskar
- Quantum Fireball
- Quantum Prodrive
- Quantum Trailblazer
- Quantum Viking

### 5,25"-hårddiskar
- Quantum Bigfoot
- Quantum Q250

### 8"-hårddiskar
- Quantum Q2020
- Quantum Q2040